# Conostigmus quasimodo
Conostigmus quasimodo är en stekelart som beskrevs av Paul Dessart 1997. Conostigmus quasimodo ingår i släktet Conostigmus och familjen trefåresteklar. Inga underarter finns listade i Catalogue of Life.